# District Aleksandro-Nevski
Het district Aleksandro-Nevski (Russisch: Алекса́ндро-Не́вский райо́н) is een district in het zuiden van de Russische oblast Rjazan. Het district heeft een oppervlakte van 833 vierkante kilometer en een inwonertal van 11.818 in 2010. Het administratieve centrum bevindt zich in Aleksandro-Nevski.

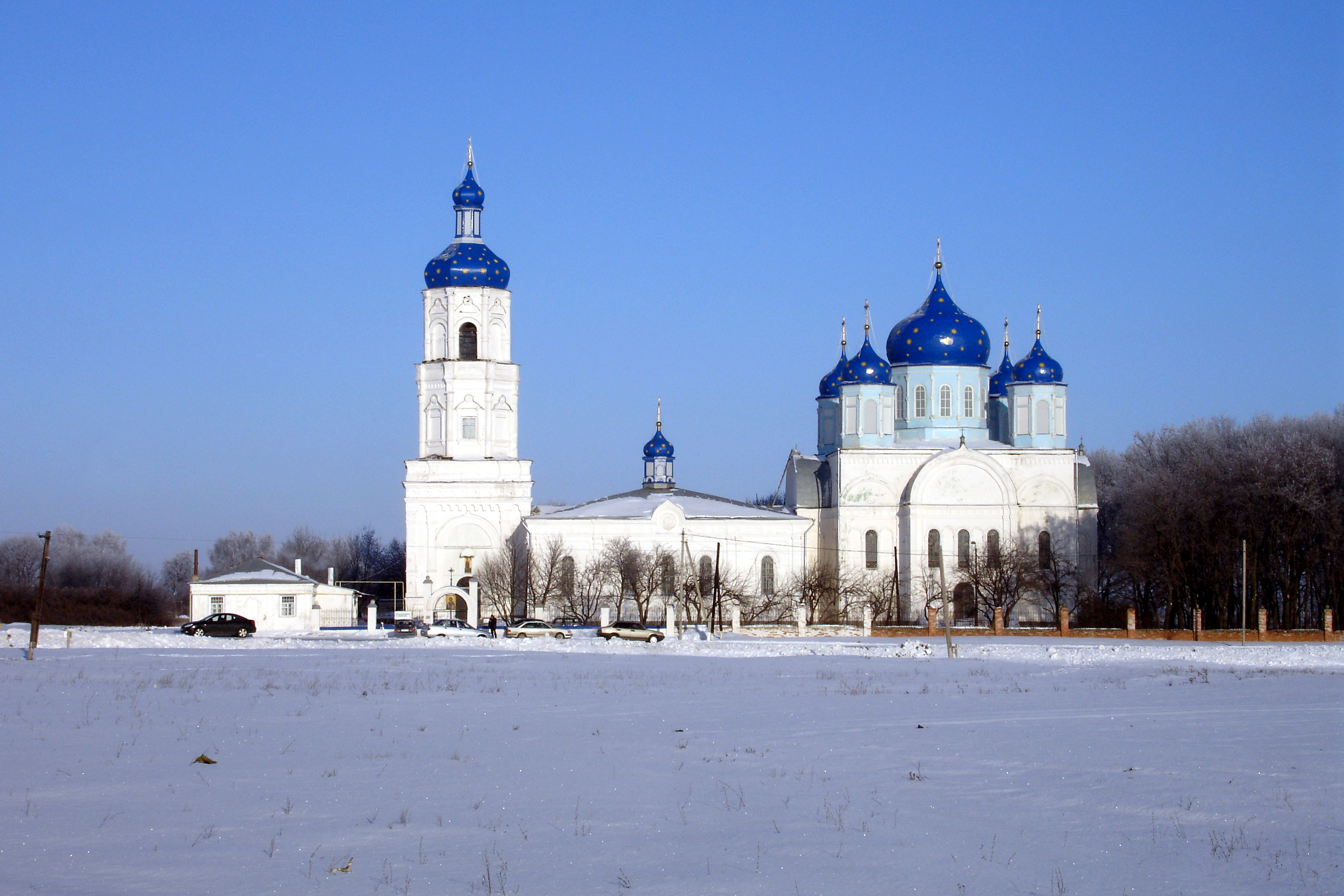
Kerk van de Theotokos van Bogolyubovo (Zimarovo)

Bestuurlijk centrum: Rjazan

Steden: Kadom · Kasimov · Korablino · Lesnoj · Michajlov · Novomitsjoerinsk · Oecholovo · Oktjabrski · Oktjabrski · Poljany · Rjazjsk · Rybnoje · Saraj · Sasovo · Sjatsk · Sjilovo · Skopin · Spas-Klepiki · Spassk-Rjazanski · Starozjilovo · Toema

Districten: Aleksandro-Nevski · Jermisjinski · Kadomski · Kasimovski · Klepikovski · Korablinski · Michajlovski · Miloslavski · Oecholovski · Pitelinski · Poetjatinski · Pronski · Rjazanski · Rjazjski · Rybnovski · Sapozjkovski · Sarajevski · Sasovski · Sjatski · Sjilovski · Skopinski · Spasski · Starozjilovski · Tsjoesjkovski · Zacharovski